# Liste der Stolpersteine in Erkrath
In der Liste der Stolpersteine in Erkrath werden die vorhandenen Gedenksteine aufgeführt, die im Rahmen des Projektes Stolpersteine des Künstlers Gunter Demnig bisher in Erkrath verlegt worden sind.

## Verlegte Stolpersteine
| Adresse                        | Name              | Inschrift | Verlegedatum  | Bild | Anmerkung |
| ------------------------------ | ----------------- | --- | ------------- | --- | --- |
| Düsselstraße 13 (Standort)     | Bertha Mayer      | Hier wohnte Bertha Mayer Jg. 1867 deportiert 1942 Theresienstadt ermordet 11.12.1942                                                                  | 28. Jan. 2007 | Stolperstein Bertha Mayer. Verlegt in Erkrath, Düsselstraße 13. Gravur: Hier wohnte Bertha Mayer Jg. 1867 deportiert 1942 Theresienstadt ermordet 11.12.1942                   | geboren am 20. November 1867 in Erkrath                                                                                               |
| Kirchstraße (Standort)         |                   | Hier lebten alte und behinderte Frauen deportiert 1941 ermordet                                                                                       | 28. Jan. 2007 | Stolperstein für alte und behinderte Frauen aus Erkrath, die 1941 deportiert und ermordet wurden. Ist auf dem Gelände der Katholischen Kirche, Kirchstraße in Erkrath verlegt. | Der Stein wurde auf dem Gelände der katholischen Kirche verlegt, die Anzahl der deportierten und ermordeten Frauen ist nicht bekannt. |
| Rathelbecker Weg 11 (Standort) | Peter Hupertz     | Hier wohnte Peter Hupertz Jg. 1897 verhaftet hingerichtet 27.3.1934 Gerichtsgefängnis Düsseldorf                                                      | 28. März 2012 | Stolperstein Peter Hupertz, Rathelbecker Weg 11, Erkrath | Die geplante Verlegung am 6. Februar 2012 wurde wegen Bodenfrost im Rahmen einer Gedenkfeier nur symbolisch durchgeführt.             |
| Rathelbecker Weg 17 (Standort) | Otto Lukat        | Hier wohnte Otto Lukat Jg. 1904 verhaftet hingerichtet 27.3.1934 Gerichtsgefängnis Düsseldorf                                                         | 28. Jan. 2007 | Stolperstein Otto Lukat, Rathelbecker Weg 17, Erkrath | |
| Schlüterstraße 1a (Standort)   | Emil Schmidt      | Hier wohnte Emil Schmidt Jg. 1884 verhaftet 1933 hingerichtet 27.3.1934 Gerichtsgefängnis Düsseldorf                                                  | 28. Jan. 2007 | Stolperstein Emil Schmidt. Verlegt Schlüterstr. 1a in Erkrath. | |
| Sedentaler Str. 18             | Tomasz Brzotowicz | Tomasz Brzotowicz Jg. 1911 Poln. Kriegsgefangener verhaftet 4.7.1940 Verdacht 'Rassenschande' ohne Gerichtsurteil von SS öffentlich gehängt 28.6.1941 | 10. Juli 2017 | Tomasz Brzotowicz - Stolperstein, Erkrath-Hochdahl, Sedentaler Str. 18 | |